# Glacera de l'Isar-Loisach

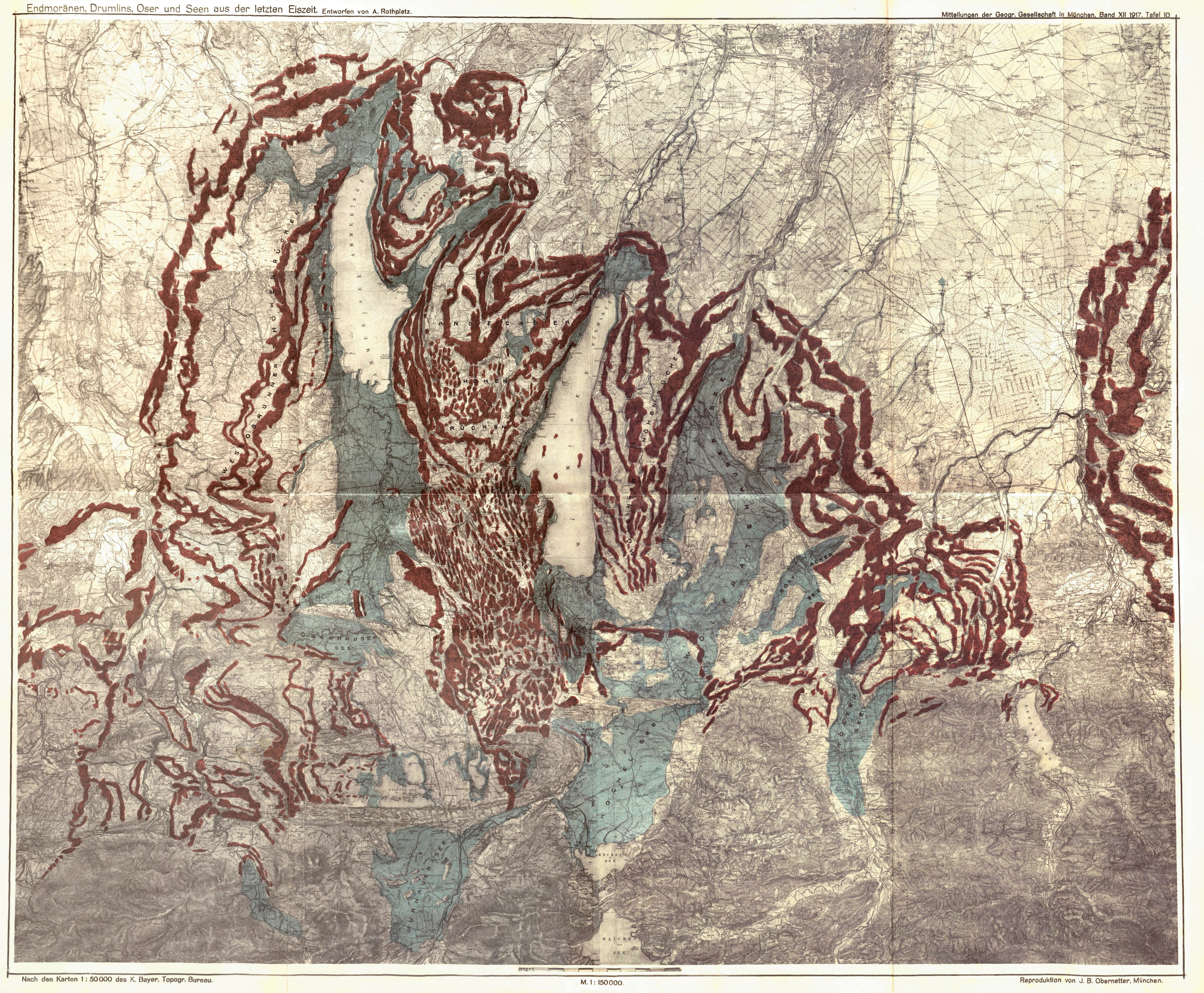
Extensió màxima de la glacera de l'Isar-Loisach amb les morrenes en vermell i els llacs glacials en blau-verd

La glacera de l'Isar-Loisach era una glacera als contraforts dels prealps bavaresos que es va formar en els períodes freds del Plistocè. En la glaciació de Würm, és la glacera que es va estendre més cap al nord.
Estava alimentada sobretot per la glacera de l'Inn que enviava una part dels seus gels a través del Fernpass, el Seefelder Sattel i l'estany del Kochelsee. Això explica la gran mida d’aquesta glacera, mentre que la zona d’acumulació de les conques d’Isar i Loisach era relativament petita.
En el seu últim avanç fa 20.000 anys, va cobrir l'altiplà bavarès fins a Landsberg am Lech, Grafrath, Geretsried i Sachsenkam. Només el Hoher Peissenberg i el Tischberg sobresortien com nunataks d'aquesta ampla capa de gel. A sota del seu front, va formar una vasta plana amb els al·luvions de les seves aigües de fosa, el sandur de Múnic.
Retirant-se, aquesta glacera va deixar abundants traces del seu pas com el camp de drumlins d'Eberfing amb 360 drumlins d'una longitud que anava fins a 1.900 metres, llacs de fosa de gel mort com els Osterseen i torberes (ex.: pantà de Murnau). És també en l'origen de la formació de dos grans llacs, l'Ammersee i el Llac Starnberg que, contràriament a molts llacs d'origen glacial, subsisteixen encara perquè no són travessats per un poderós riu.
Totes aquestes traces de la glacera de l'Isar-Loisach han jugat un gran paper en el desenvolupament de l'estudi de la morfologia glacial al segle xix, en particular als treballs d'Albrecht Penck.